# Sirištnik
Sirištnik (in bulgaro Сирищник) è una località situata nella regione di Pernik, in Bulgaria.
È bagnata dallo Strimone.
Ha dato i natali a Georgi Părvanov, uomo politico bulgaro, presidente della Bulgaria dal 22 gennaio 2002.